# Thủ Đức (thành phố)
Thủ Đức là một thành phố cũ thuộc Thành phố Hồ Chí Minh, Việt Nam.
Tiền thân của thành phố Thủ Đức là huyện Thủ Đức cũ trước khi bị chia tách thành ba quận cũ là Quận 2, Quận 9 và quận Thủ Đức vào năm 1997. Cuối năm 2020, Ủy ban Thường vụ Quốc hội quyết nghị thành lập thành phố Thủ Đức trên cơ sở sáp nhập lại ba quận này. Ngày 1 tháng 1 năm 2021, Nghị quyết 1111/NQ-UBTVQH14 chính thức có hiệu lực, Thủ Đức trở thành thành phố đầu tiên của Việt Nam thuộc loại hình đơn vị hành chính thành phố thuộc thành phố trực thuộc trung ương.
Thủ Đức nằm ở cửa ngõ phía đông Thành phố Hồ Chí Minh, có vị trí quan trọng trong vùng kinh tế trọng điểm phía nam, là đầu mối của các tuyến giao thông huyết mạch giữa Thành phố Hồ Chí Minh và các tỉnh Đông Nam Bộ như: Đường Võ Nguyên Giáp – Xa lộ Hà Nội, Đường cao tốc Thành phố Hồ Chí Minh – Long Thành – Dầu Giây, Quốc lộ 1, Quốc lộ 13, Đại lộ Phạm Văn Đồng – Quốc lộ 1K. Ngoài ra, tuyến đường sắt đô thị Bến Thành – Suối Tiên chạy dọc theo Xa lộ Hà Nội trên địa bàn thành phố cũng đang trong quá trình hoàn thiện.
Hiện nay, thành phố Thủ Đức đang được chính quyền Thành phố Hồ Chí Minh đầu tư xây dựng thành một đô thị sáng tạo tương tác cao.

## Địa lý
Thành phố Thủ Đức nằm ở phía đông Thành phố Hồ Chí Minh, có vị trí địa lý:
- Phía đông giáp thành phố Biên Hòa và huyện Long Thành thuộc tỉnh Đồng Nai với ranh giới là sông Đồng Nai
- Phía tây giáp Quận 12, quận Bình Thạnh, Quận 1 và Quận 4 với ranh giới là sông Sài Gòn
- Phía nam giáp huyện Nhơn Trạch, tỉnh Đồng Nai (qua sông Đồng Nai) và Quận 7 (qua sông Sài Gòn)
- Phía bắc giáp các thành phố Thuận An và Dĩ An thuộc tỉnh Bình Dương.

Thành phố có diện tích 211,56 km², dân số năm 2019 là 1.013.795 người, mật độ dân số đạt 4.792 người/km².

## Hành chính
Thành phố Thủ Đức có 34 đơn vị hành chính cấp xã trực thuộc, bao gồm 34 phường: An Khánh, An Lợi Đông, An Phú, Bình Chiểu, Bình Thọ, Bình Trưng Đông, Bình Trưng Tây, Cát Lái, Hiệp Bình Chánh, Hiệp Bình Phước, Hiệp Phú, Linh Chiểu, Linh Đông, Linh Tây, Linh Trung, Linh Xuân, Long Bình, Long Phước, Long Thạnh Mỹ, Long Trường, Phú Hữu, Phước Bình, Phước Long A, Phước Long B, Tam Bình, Tam Phú, Tân Phú, Tăng Nhơn Phú A, Tăng Nhơn Phú B, Thạnh Mỹ Lợi, Thảo Điền, Thủ Thiêm, Trường Thạnh, Trường Thọ. 

### Giải thể Thành phố Thủ Đức
Ngày 1 tháng 7 năm 2025, thành phố Thủ Đức chính thức giải thể thành 12 phường là: phường Hiệp Bình, phường Thủ Đức, phường Tam Bình, phường Linh Xuân, phường Tăng Nhơn Phú, phường Long Bình, phường Long Phước, phường Long Trường, phường Cát Lái, phường Bình Trưng, phường Phước Long, phường An Khánh theo Đề án 356/ĐA-CP ngày 9 tháng 5 của Chính phủ về sắp xếp đơn vị hành chính cấp xã của Thành phố Hồ Chí Minh (mới) năm 2025. Cụ thể sắp nhập như sau:
Phường Hiệp Bình được thành lập từ sáp nhập phường Hiệp Bình Chánh, Hiệp Bình Phước và một phần phường Linh Đông. Phường mới có quy mô dân số hơn 215.000 người trên diện tích 16,01 km². Trụ sở UBND phường được đặt tại địa chỉ số 2 Đường số 5 – trụ sở cũ của UBND phường Hiệp Bình Chánh.
Phường Thủ Đức hình thành từ phường Linh Chiểu, Bình Thọ, Trường Thọ, cùng một phần của phường Linh Đông và Linh Tây, có diện tích 8,81 km² với gần 119.000 dân. Trụ sở hành chính được đặt tại số 17 đường Chân Lý – trụ sở cũ của UBND phường Bình Thọ.
Phường Tam Bình được thành lập từ sáp nhập các phường Bình Chiểu, Tam Bình và Tam Phú, với quy mô dân số hơn 153.000 người trên diện tích 10,71 km². Trụ sở phường Tam Bình mới được bố trí tại UBND phường Bình Chiểu cũ, số 934 Tỉnh lộ 43.
Phường Linh Xuân thành lập từ sáp nhập các phường Linh Trung, Linh Xuân và một phần Linh Tây, với diện tích 12,29 km² và hơn 158.000 dân. Trụ sở làm việc đặt tại số 81 đường Hoàng Cầm – trụ sở cũ của phường Linh Xuân.
Phường Tăng Nhơn Phú được thành lập trên cơ sở nhập các phường Hiệp Phú, Tân Phú, Tăng Nhơn Phú A, Tăng Nhơn Phú B và một phần Long Thạnh Mỹ. Phường mới có diện tích 16,51 km² với hơn 208.000 dân. Trụ sở chính quyền đặt tại số 29 Lê Văn Việt – trụ sở cũ của phường Tăng Nhơn Phú A.
Phường Long Bình được thành lập từ sáp nhập phường Long Bình và một phần phường Long Thạnh Mỹ, có diện tích lên tới 29,43 km² và dân số gần 120.000 người. Trụ sở làm việc mới được xác định tại địa chỉ 325 đường Nguyễn Văn Tăng – trụ sở cũ của UBND phường Long Thạnh Mỹ.
Phường Long Phước được thành lập từ sáp nhập phường Long Phước và Trường Thạnh, có diện tích lớn nhất trong số các phường với 34,29 km², dân số khoảng 53.000 người. Trụ sở hành chính đặt tại địa chỉ số 239 khu phố Long Thuận – trụ sở cũ của phường Long Phước.
Phường Long Trường được thành lập từ việc hợp nhất các phường Long Trường và Phú Hữu, có diện tích 24,49 km² và gần 74.000 dân. Trụ sở UBND phường đặt tại số 1341 đường Nguyễn Duy Trinh – trụ sở của UBND phường Long Trường hiện tại.
Phường Cát Lái hình thành từ việc sáp nhập hai phường Cát Lái và Thạnh Mỹ Lợi, có diện tích 19,65 km² và dân số gần 69.000 người. Trụ sở hành chính được bố trí tại số 560 Trương Gia Mô – trụ sở cũ của phường Thạnh Mỹ Lợi.
Phường Bình Trưng được tổ chức lại từ các phường Bình Trưng Đông, Bình Trưng Tây và một phần An Phú, với dân số hơn 121.000 người trên diện tích 14,82 km². Trụ sở chính đặt tại số 08 đường Hồ Thị Nhung – trụ sở cũ của UBND phường Bình Trưng Đông.
Phường Phước Long được hình thành từ ba phường Phước Bình, Phước Long A và Phước Long B. Phường này có diện tích 9,23 km² với dân số hơn 137.000 người. Trụ sở làm việc của phường đặt tại địa chỉ số 183 đường Đỗ Xuân Hợp – trụ sở cũ của phường Phước Long B.
Phường An Khánh được thành lập từ việc sáp nhập các phường An Khánh, An Lợi Đông, Thảo Điền, Thủ Thiêm và một phần phường An Phú. Với diện tích 15,33 km² và dân số gần 77.000 người, trụ sở UBND phường được bố trí tại số 10 đường D2 – trụ sở cũ của UBND phường Thủ Thiêm.
| Tên             | Diện tích (km²) | Dân số (người) | Mật độ dân số (người/km²) |
| --------------- | --------------- | -------------- | ------------------------- |
| Phường (34)     |                 |                |                           |
| An Khánh        | 4,02            | 26.639         | 6.626                     |
| An Lợi Đông     | 3,60            | 1.215          | 337                       |
| An Phú          | 10,21           | 28.559         | 2.797                     |
| Bình Chiểu      | 5,41            | 80.802         | 14.935                    |
| Bình Thọ        | 1,21            | 16.903         | 13.969                    |
| Bình Trưng Đông | 3,31            | 31.825         | 9.614                     |
| Bình Trưng Tây  | 2,05            | 31.021         | 15.132                    |
| Cát Lái         | 6,69            | 18.156         | 2.713                     |
| Hiệp Bình Chánh | 6,47            | 107.426        | 16.575                    |
| Hiệp Bình Phước | 7,65            | 133.206        | 3.806                     |
| Hiệp Phú        | 2,25            | 26.713         | 11.872                    |
| Linh Chiểu      | 1,41            | 24.137         | 17.118                    |
| Linh Đông       | 2,94            | 43.204         | 14.695                    |
| Linh Tây        | 1,36            | 23.406         | 17.210                    |
| Linh Trung      | 7,06            | 51.816         | 7.339                     |
| Linh Xuân       | 3,87            | 63.815         | 16.326                    |

| Tên             | Diện tích (km²) | Dân số (người) | Mật độ dân số (người/km²) |
| --------------- | --------------- | -------------- | ------------------------- |
| Long Bình       | 17,61           | 25.414         | 1.454                     |
| Long Phước      | 2,44            | 12.836         | 525                       |
| Long Thạnh Mỹ   | 12,06           | 43.987         | 3.647                     |
| Long Trường     | 12,66           | 27.932         | 2.206                     |
| Phú Hữu         | 11,88           | 28.207         | 2.374                     |
| Phước Bình      | 0,98            | 17.935         | 18.301                    |
| Phước Long A    | 2,37            | 40.070         | 16.907                    |
| Phước Long B    | 5,88            | 75.224         | 12.793                    |
| Tam Bình        | 2,17            | 28.901         | 13.318                    |
| Tam Phú         | 3,09            | 30.743         | 9.949                     |
| Tân Phú         | 4,45            | 57.626         | 12.949                    |
| Tăng Nhơn Phú A | 4,19            | 41.089         | 9.806                     |
| Tăng Nhơn Phú B | 5,28            | 39.139         | 7.412                     |
| Thạnh Mỹ Lợi    | 13,25           | 23.305         | 1.758                     |
| Thảo Điền       | 3,73            | 20.507         | 5.497                     |
| Thủ Thiêm       | 3,31            | 2.176          | 657                       |
| Trường Thạnh    | 9,85            | 26.061         | 2.645                     |
| Trường Thọ      | 4,99            | 48.467         | 9.712                     |
|                 |                 |                |                           |

#### Thời phong kiến

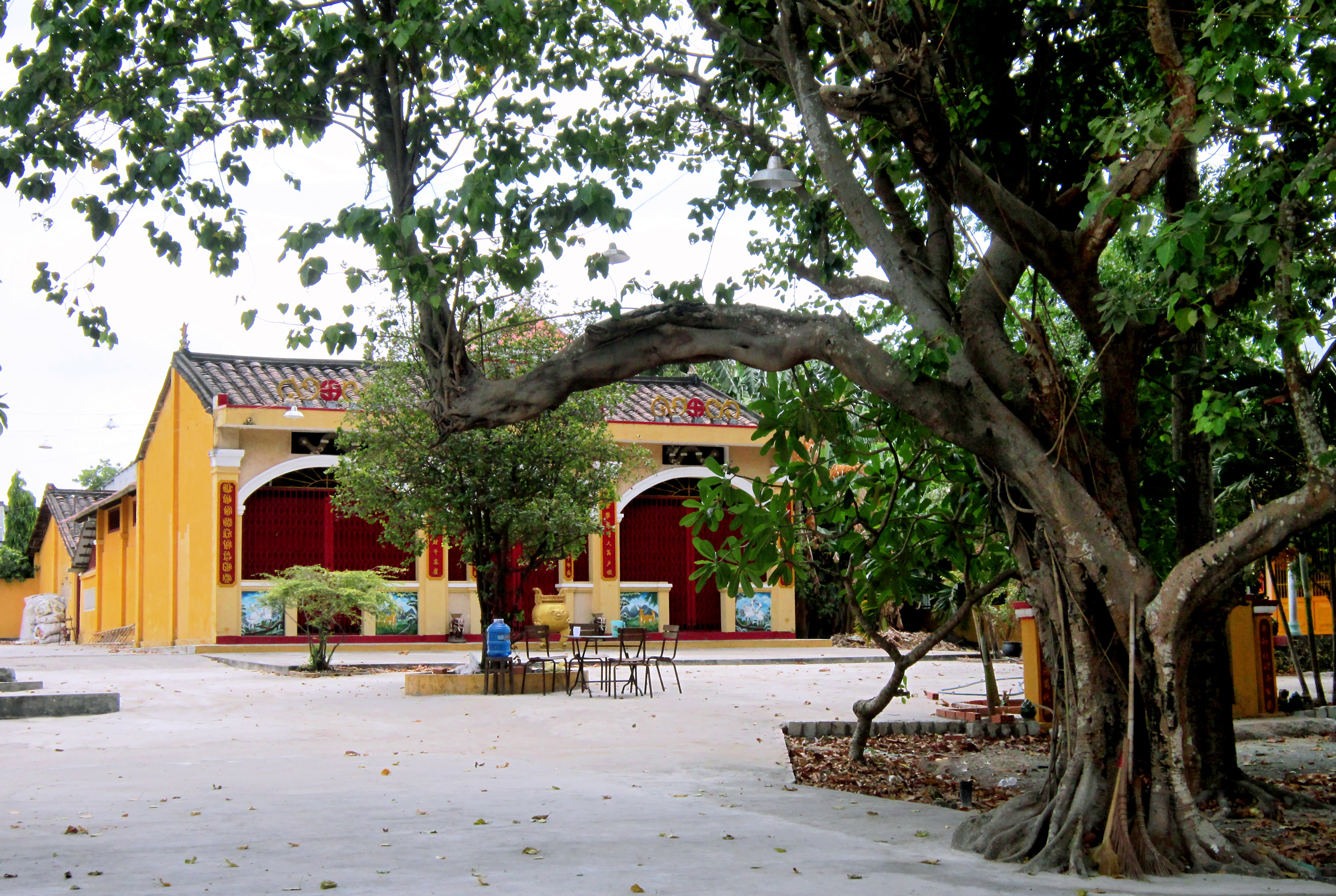
Đình thần Bình Đức ở phường Tam Phú (ảnh chụp năm 2014)

#### Thời Pháp thuộc

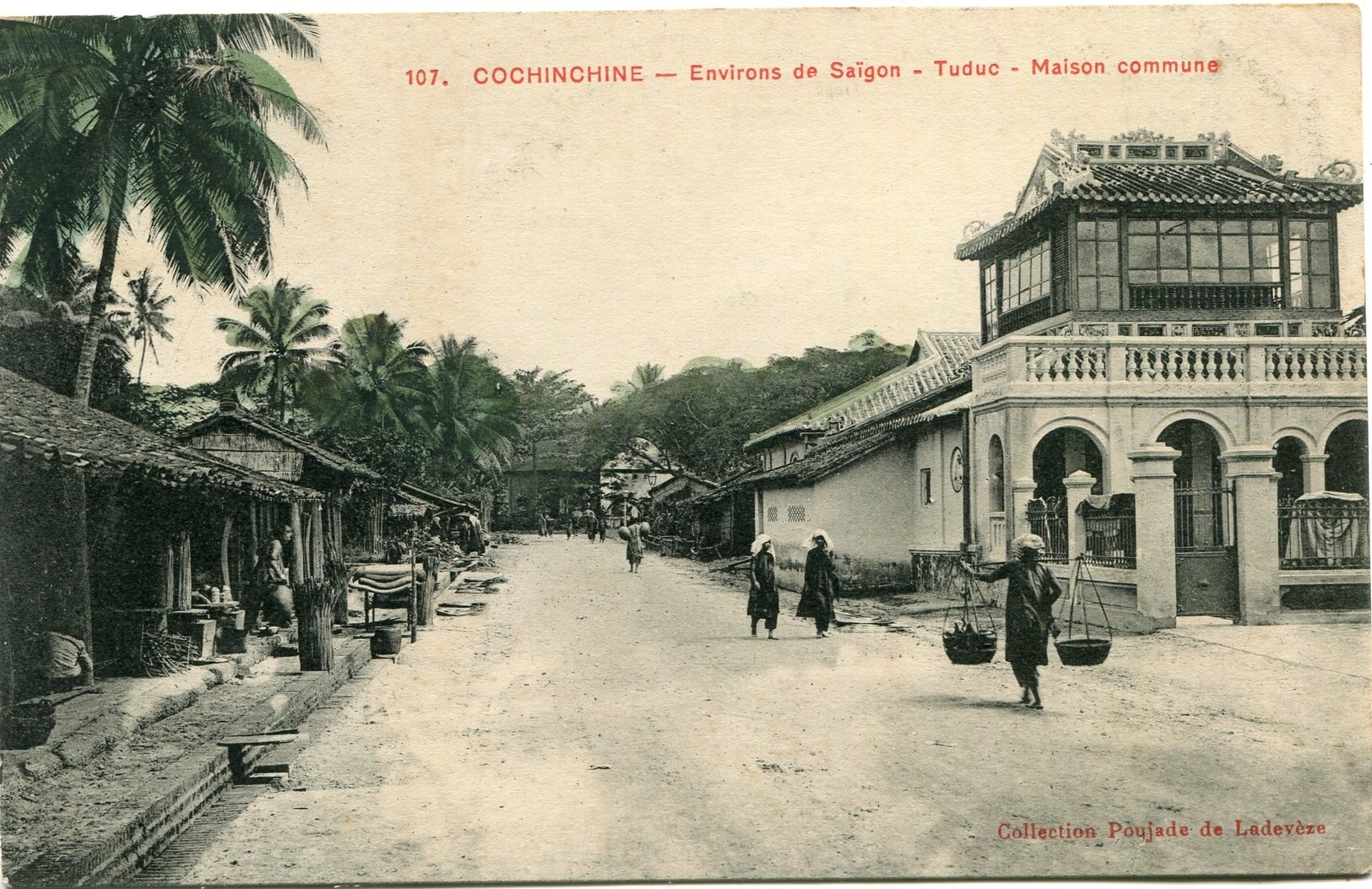
Nhà Hội đồng xã cạnh chợ Thủ Dức vào đầu thế kỷ 20, công trình này hiện không còn

#### Thời Việt Nam Cộng hòa

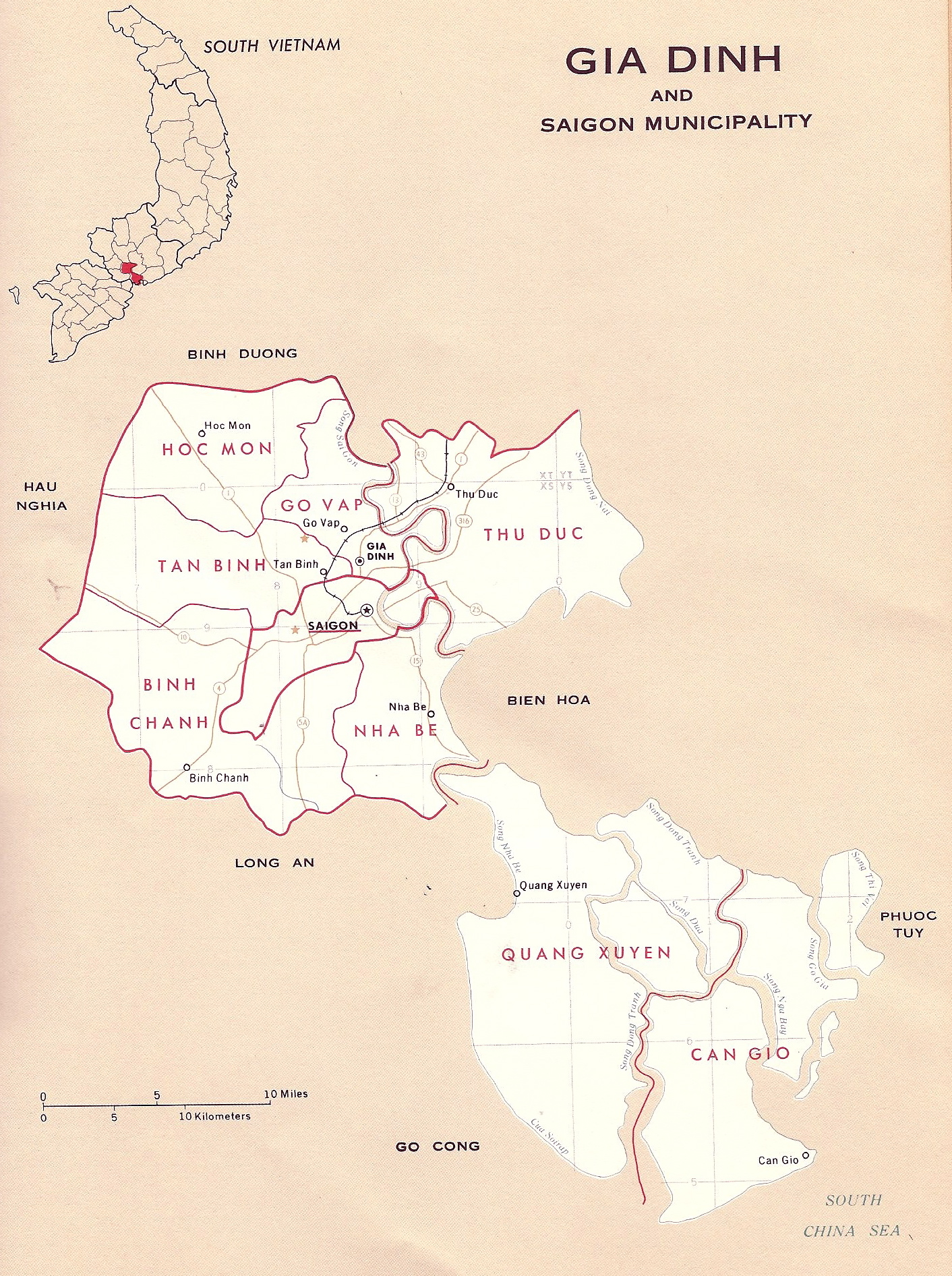
Bản đồ tỉnh Gia Định thời Việt Nam Cộng hòa

#### Quận Thủ Đức, Quận 2 và Quận 9 (1997–2020)

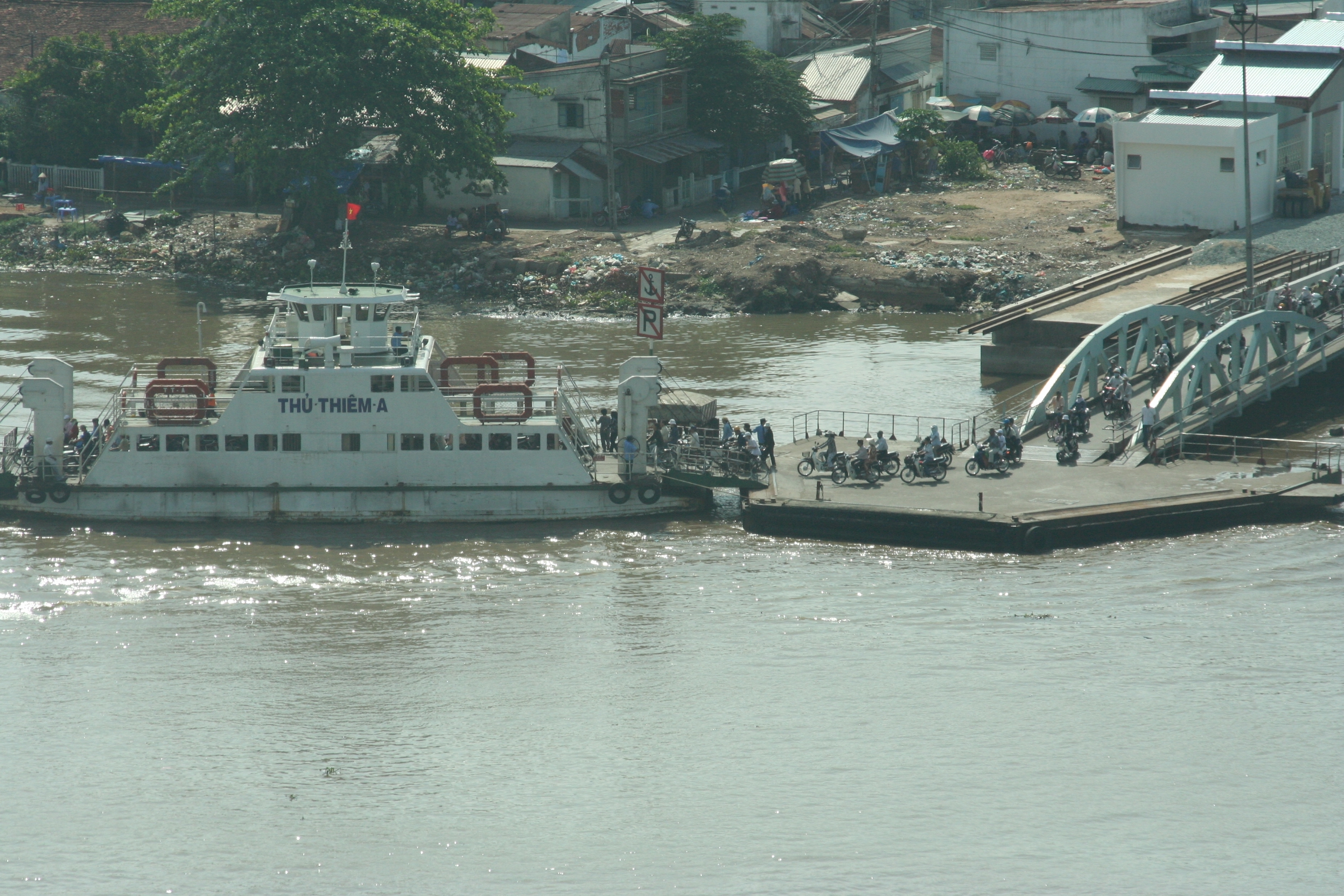
Bến phà Thủ Thiêm phía Quận 2 (ảnh chụp năm 2005)

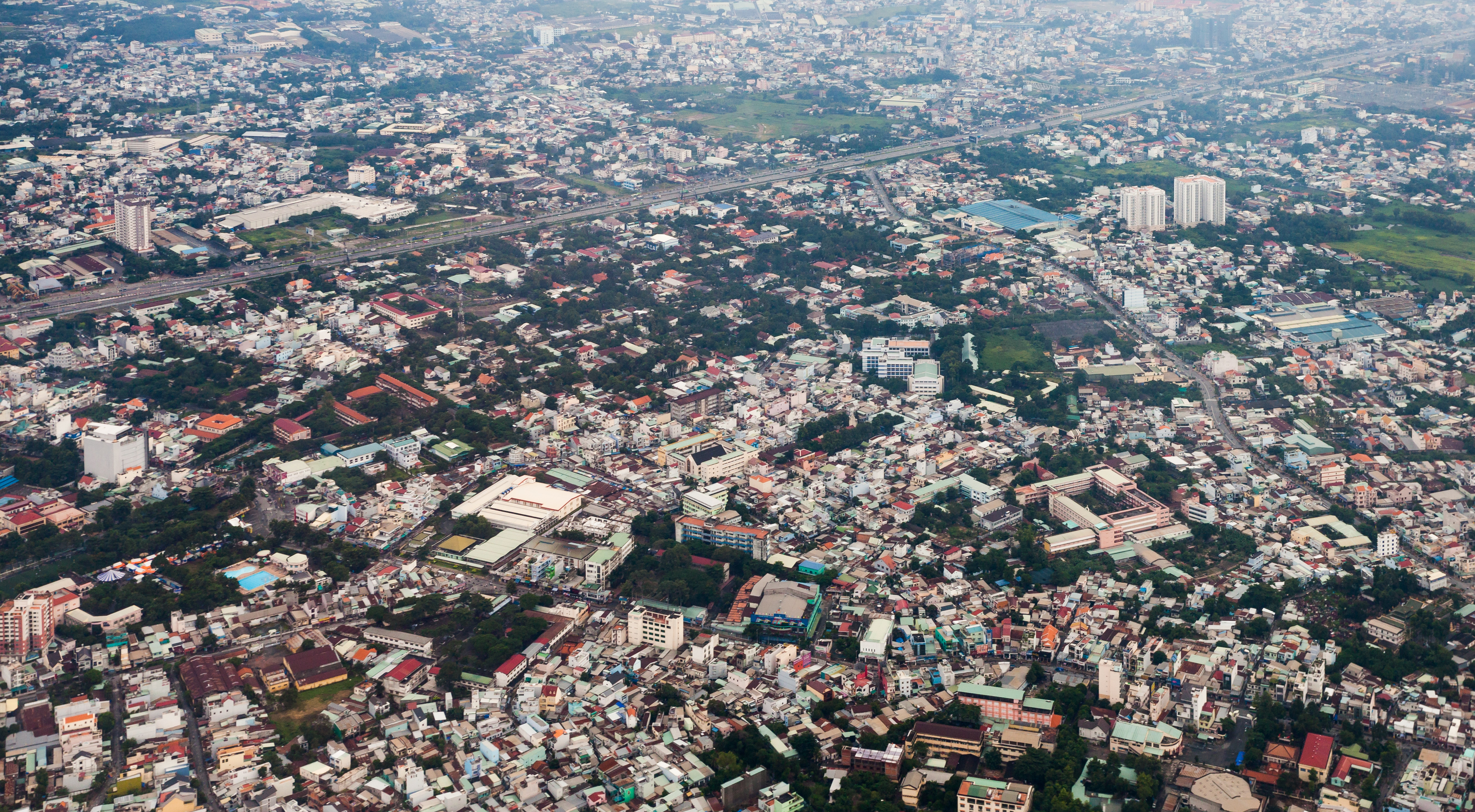
Trung tâm quận Thủ Đức cũ nhìn từ máy bay (ảnh chụp năm 2013)

### Quá trình hình thành thành phố Thủ Đức

Cảng Cát Lái (ảnh chụp năm 2014)

## Lịch sử